# Chirinada
La chirinada es, en el lenguaje popular, un golpe de Estado o movimiento insurreccional abortado.

## Etimología
Sobre su etimología, algunos filólogos aseguran que tal vocablo proviene del personaje de la novela Juan Moreira de Eduardo Gutiérrez, el sargento Víctor Chirino (personaje real), quien mata por la espalda con su bayoneta al protagonista y es herido con un tiro en el ojo durante esa misma acción. 
En el diccionario de argentinismos de Lisandro Segovia (1911) ya aparece esta etimología. El DRAE la repite (De V. Chirino, cabecilla de una revuelta frustrada en la Argentina en el siglo XIX): asonada inútil, motín frustrado. U. t. en sent. despect.
Sin embargo, existe, según ha investigado el narrador argentino y licenciado en Letras Carlos Aletto, una chirinada llevada a cabo por el zambo venezolano José Leonardo Chirino, que es derrotado con cierta facilidad y muerto en la horca el 10 de diciembre de 1796. 
El término fue popularizado por el presidente argentino Juan Domingo Perón, que denominó a los intentos fallidos en su contra con este vocablo despectivo.